# Pogórze Złotoryjskie
Pogórze Złotoryjskie (niem. Goldberger, Jauersche Berge) – według podziału fizycznogeograficznego Jerzego Kondrackiego mikroregion położony we wschodniej części mezoregionu Pogórze Kaczawskie, rozciągający się z północnego zachodu na południowy wschód, od Złotoryi po miejscowości Sokola – Kwietniki – Pogwizdów – Jastrowiec – Lipa. Od północnego wschodu wyraźnie widoczny w morfologii terenu uskok brzeżny sudecki oddziela je od Niziny Śląsko-Łużyckiej. Od południa graniczy z Pogórzem Wojcieszowskim, od południowego zachodu z Rowem Świerzawskim, a od zachodu z Działem Jastrzębnickim. Pogórze Złotoryjskie lub tylko jego północno-wschodnia część nosi nazwę Chełmów.

## Krajobraz
Krajobraz jest pagórkowaty, z głęboko wciętymi dolinami rzek i potoków, zwłaszcza we wschodniej części, częściowo zalesiony. Północno-wschodnia krawędź stromo opada ku Nizinie Śląsko-Łużyckiej.

## Ważniejsze wzniesienia
- Trupień (481 m)
- Mszana (475 lub 462 m)
- Jastrzębna (468 m)
- Rosocha (464 m)
- Czartowska Skała (463 m)
- Dębnica (463 m)
- Owczarek (Owcza Góra) (448 m)
- Górzec (445 m)
- Zawada (445 m)
- Łysanka (444 m)
- Obłoga (442 m)
- Oścień (409 m)
- Piaseczna (404 m)
- Grabowa (403 m)
- Prusicka Góra (402 m)
- Radogost (398 m)
- Diablak (391 m)
- Diabelska Góra (388 m)
- Wielisławka (369 m)
- Bazaltowa Góra (368 m)
- Wilcza Góra (Wilkołak) (363 m)
- Rataj (350 m)
- Czerwony Kamień (325 m)
- Krzyżowa Góra (258 m)

## Budowa geologiczna
Podłoże zbudowane jest głównie ze skał metamorficznych metamorfiku kaczawskiego – (kambryjskich, ordowickich, sylurskich, dewońskich i dolnokarbońskich) fyllitów, łupków, zieleńców i łupków zieleńcowych oraz w części zachodniej i południowo-zachodniej ze skał osadowych i wulkanicznych niecki północnosudeckiej (rowu Leszczyny i rowu Świerzawy). Są to dolnopermskie (czerwony spągowiec) piaskowce, zlepieńce, mułowce, porfiry i melafiry oraz ich tufy; górnopermskie (cechsztyn) łupki i margle oraz wapienie i dolomity; triasowe piaskowce, mułowce i wapienie oraz górnokredowe piaskowce, margle, iłowce. W kilku miejscach starsze skały przebite są przez trzeciorzędowe kominy bazaltowe. Na tych skonsolidowanych skałach zalegają piaski i żwiry trzeciorzędowe i czwartorzędowe oraz plejstoceńskie gliny zwałowe, a także czwartorzędowe gliny zboczowe.

## Wody
Zachodnia część leży w dorzeczu Kaczawy, a wschodnia jej prawego dopływu – Nysy Szalonej.

## Ochrona przyrody
Znaczną część Pogórza Złotoryjskiego obejmuje Park Krajobrazowy Chełmy.

## Miejscowości
Najważniejszymi miejscowościami Pogórza Złotoryjskiego są: Biegoszów, Gozdno, Grobla, Jakuszowa, Jastrowiec, Kłonice, Kondratów, Kwietniki, Leszczyna, Lipa, Muchów, Myślibórz, Myślinów, Pogwizdów, Pomocne, Prusice, Rokitnica, Sokola, Stanisławów, Wilków, Złotoryja.